# Vincent Gaspoz
Vincent Gaspoz (1991) è un ex sciatore alpino svizzero.

## Biografia
Attivo in gare FIS dal dicembre del 2006, Gaspoz ha debuttato in Coppa Europa il 16 dicembre 2011 a Trysil slalom gigante e in Coppa del Mondo il 24 febbraio 2013 a Garmisch-Partenkirchen nella medesima specialità, in entrambi i casi senza concludere la prova; pochi giorni dopo, il 9 marzo, ha disputato la sua seconda e ultima gara nel massimo circuito internazionale, lo slalom gigante di Kranjska Gora, senza portarla a termine.
Si è ritirato al termine della stagione 2014-2015 e la sua ultima gara è stata uno slalom speciale FIS disputato il 9 aprile a Sils im Engadin/Furtchellas il 9 aprile, non completato da Gaspoz; in carriera non ha preso parte a rassegne olimpiche o iridate.

## Palmarès

### Coppa Europa
- Miglior piazzamento in classifica generale: 89º nel 2015

### Campionati svizzeri
- 1 medaglia:
  - 1 bronzo (slalom speciale nel 2013)